# Platyura pectoralis
Platyura pectoralis is een muggensoort uit de familie van de Keroplatidae. De wetenschappelijke naam van de soort is voor het eerst geldig gepubliceerd in 1895 door Coquillett.